# موكب سيدة تراباني (تونس)

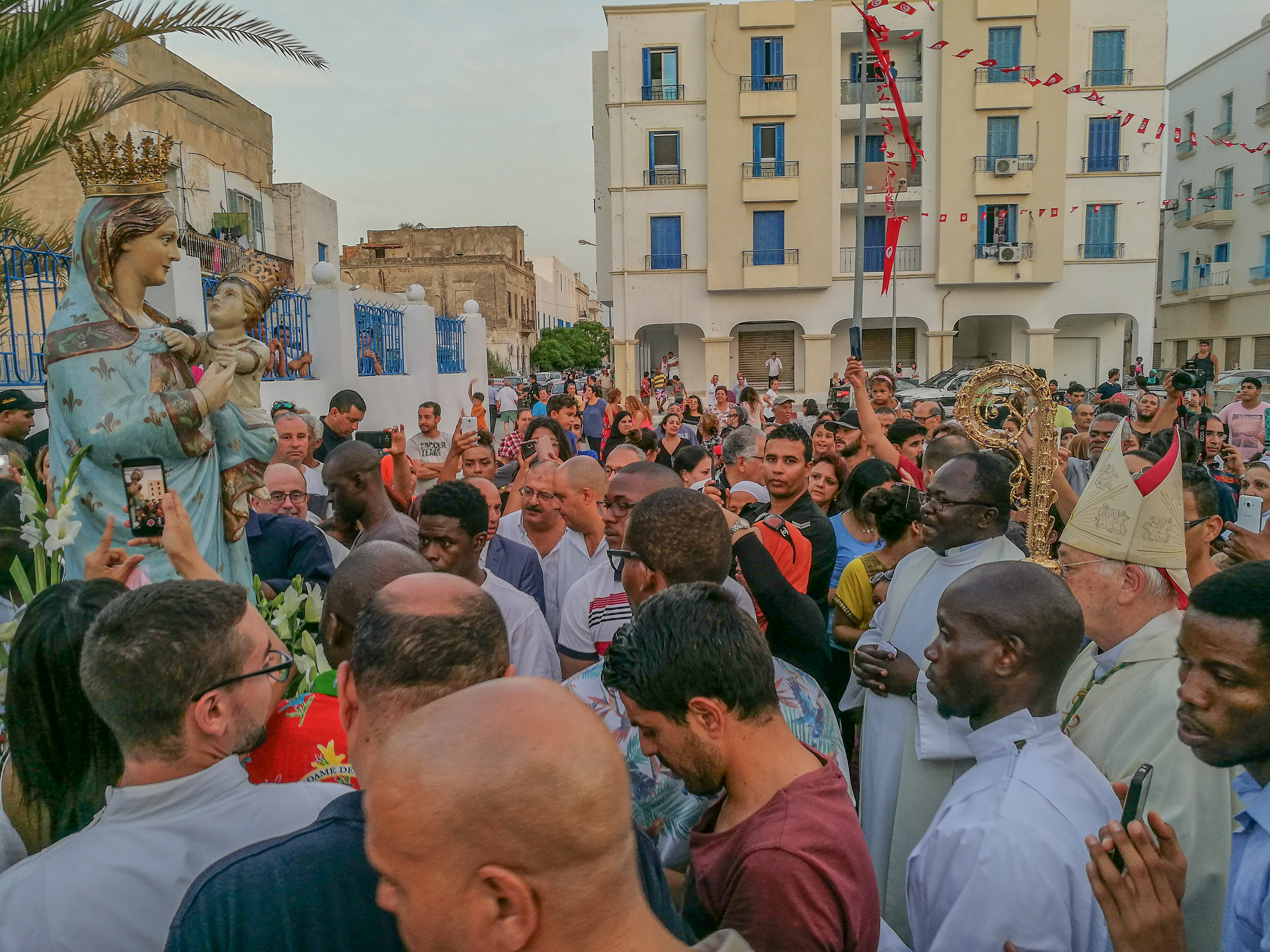
احتفالات خرجة المادونا خلال عيد الانتقال في كنيسة القديس أوغسطينوس والقديس فيديل بحلق الوادي.

موكب سيدة تراباني أو خرجة المادونا هو مهرجان كاثوليكي تقليدي تحتفل به الجاليات المسيحية التونسية في 15 أغسطس من كل عام في كنيسة القديس أوغسطينوس والقديس فيديل بحلق الوادي في تونس. في جميع أنحاء العالم، وعلى مدى قرون، احتفل المسيحيون بمواكب دينية سنويًا في 15 أغسطس، وهو تاريخ احتفال ذكرى انتقال العذراء. وهو استعراض يتم للإعلان عن نهاية الموسم الصيفي. وكان التّقليد خاصًا بالمهاجرين الصِقِليين الذين استقدمُوه إلى تونس من مدينة تراباني الإيطالية عام 1853، حيث جلبوا مادونا وهي تمثال لمريم العذراء، ووُضع في كنيسة القديس أوغسطينوس والقديس فيديل بحلق الوادي ليُخْرَجَ في منتصف أغسطس في استعراض إلى البحر كدلالة على انتهاء موسم الصيف والسباحة ومباركة الرحلات البحرية للجاليات الأوروبية من تونس.
في الثقافة الشعبية الإيطالية، تعتبر سيدة تراباني حامية وراعية مدينة تراباني الإيطالية في جزيرة صقلية، وتم تكريمها من قبل المجتمع الإيطالي والصقلي في حلق الوادي منذ وصولهم إلى المنطقة في القرن السادس عشر. في عام 1848 تم بناء كنيسة بعد أن تبرع أحمد باي بن مصطفى بأرض لبناء كنيسة فيها، وتم تخصيص المبنى في البداية للقديس فيديل على اسم النائب الرسولي لتونس من عام 1844 إلى عام 1881. ومع ذلك، وبالنظر إلى تنوع أصول المجتمع المسيحي المحلي، تم تقسيم المساحة وتم تخصيص كل من المصليات الثلاث لمريم العذراء: سيدة لورد وسيدة جبل الكرمل وسيدة تراباني للفرنسيين والمالطيين والإيطاليين على التوالي.
بحسب أرشيفات الكنيسة الكاثوليكية، فقد بلغت ذروة الاحتفال عام 1909. وكان الموكب تبدأ بخروج تمثال المادونا من الكنيسة على أكتاف المؤمنين، والذين يجولون فيها شوارع حلق الوادي، متوجهين إلى تونس العاصمة، مصحوبة بفرق موسيقية. واعتاد بعض الناس على متابعة هذا الموكب حافي القدمين لتحقيق أمنية، والذين يجوبون أرجاء المدينة وصولًا إلى البحر كما جرت العادة. وبالإضافة إلى المسيحيين، شارك كل من المسلمين واليهود في تونس في الموكب. وإلى جانب موكب حلق الوادي نظمت الجاليات الإيطالية مواكب كاثوليكية في 15 أغسطس في تونس العاصمة وحمام الأنف وصفاقس وطبرقة وغيرها من المدن والقرى التونسية التي كان يُقيم بها المهاجرون القادمون من جزيرة صقلية أو جنوة أو نابولي خلال الاستعمار الفرنسي، وانضم إلى هذه الاحتفالات أفراد من الجاليات المسيحية الأخرى من مالطيين وفرنسيين ويونانيين.
كان يتم الاحتفال بتقليد «خرجة المادونا» خلال فترة الاستعمار الفرنسي، لكن بعد استقلال البلاد ومغادرة أعداد كبيرة من سكان حلق الوادي ذوي الأصول الإيطالية والفرنسية غاب تقليد «خرجة المادونا» في تونس لفترةٍ طويلة (من عام 1963 إلى عام 2016)، ليعود في عام 2017 بانخراط أجانبٍ من فرنسا ومالطا وتونسيين وأفارقة من سكان حلق الوادي. ويعتبر هذا الحدث السنوي، فرصةً لترسيخ تقاليد سكان مدينة حلق الوادي السّياحية كمدينة للتعايش والتّسامح بين أبناء الدّيانات السّماوية الثّلاث من قاطنيها. وتم تمثيل موكب خرجة المادونا في المشهد الأخير من فيلم صيف حلق الوادي للمخرج التونسي فريد بوغدير.